# Тулье д’Оливе, Пьер Жозеф
Пьер Жозе́ф Тулье́ д’Оливе́ (1682—1768) — французский писатель, член французской академии.
Сначала был иезуитом и занимался преподаванием; Вольтер был его учеником. Работал над переводами Цицерона, участвовал в составлении академического словаря. Всецело преданный Буало, учеником которого он был когда-то, Оливе защищал его против Ле-Телье, духовника Людовика XIV, и разрабатывал его идеи в своих трудах по поэтике, полемизируя с Ла-Моттом, вместе с которым они, несмотря на разнолгасия, были частыми гостями литературного салона маркизы де Ламбер.

## Издания
Он написал:
- второй том «Histoire de l’Académie française» (Париж, 1730; первый том написан Пелиссоном),
- «Remarques sur la langue française» (1767), куда включены «Essais de grammaire», «Remarques sur Racine», «Traité de la prosodie française»,
- «Vie de Choizy» (1748) и др.